# VAG GT8
Die bei der Straßenbahn Freiburg im Breisgau verwendeten Gelenktriebwagen des Typs GT8 sind dreiteilige Achtachser. Sie wurden zwischen 1971 und 1991 in drei Serien von der Düsseldorfer Waggonfabrik exklusiv für die Freiburger Verkehrs AG (VAG) hergestellt, weswegen sie auch als Typ Freiburg bezeichnet werden. Sie sind als Einrichtungswagen konzipiert.

## Bauart
Die baulichen Verhältnisse in Freiburg machten es notwendig, einen eigenen Fahrzeugtyp zu kreieren, da herkömmliche Züge mit Jakobs-Drehgestell nicht für die teilweise engen Kurvenradien geeignet sind. Der Freiburger Wagen wurde vom ebenfalls von Duewag hergestellten und ab 1969 gebauten Typ Mannheim abgeleitet, der wiederum auf dem klassischen Duewag-Gelenkwagen von 1956 basiert. Im Gegensatz zu herkömmlichen Gelenkwagen liegt der Drehpunkt der Freiburger Wagen jedoch nicht auf Jakobs-Drehgestellen, sondern ist unter dem Mittelteil angeordnet, in das die beiden Wagenendteile eingehängt wurden. Neben dem damit leichter realisierbaren Allachsantrieb wurde auch eine bessere Hüllkurve erreicht, womit eine Gesamtlänge von 33 Metern erreicht werden konnte. Nach den Zwölfachsern der Rhein-Haardtbahn galten die Freiburger Wagen einige Jahre lang als die zweitlängsten Straßenbahnwagen weltweit.

## Serien

### Erste Serie (1971/72)
Zunächst beschaffte die Freiburger Verkehrs AG in den Jahren 1971 und 1972 vier Fahrzeuge mit sogenannter Geamatic-Steuerung. Sie erhielten die Betriebsnummern 201–204. Wagen 202 (von außen unterscheidbar durch den mittigen Doppelscheinwerfer) erhielt als erster einen automatischen Sollwertgeber. Sie waren von Beginn an für schaffnerlosen Betrieb ausgerichtet und ersetzten einige der veralteten und personalintensiven Verbandstyp-Beiwagen aus den frühen 1950er Jahren, welche noch auf dem Kriegsstraßenbahnwagen (KSW) basierten.
Sie waren ursprünglich mit einem Scheinwerfer ausgestattet und cremefarben lackiert. Mitte der 1980er-Jahre wurden sie optisch den Serienfahrzeugen angeglichen und bekamen Doppelscheinwerfer, die allerdings aufgrund der geringeren Breite mittig nebeneinander angeordnet wurden. Sie wurden zu dieser Zeit auch in den seit 1981 eingeführten Farben rot-weiß umlackiert.
2001 wurden sie mit einer Sternfahrt verabschiedet und abgestellt. Über einen Zwischenhändler gelangten sie 2006 zur Straßenbahn Łódź, wo sie bei der Międzygminna Komunikacja Tramwajowa auf der Überland-Straßenbahnlinie 46 nach Ozorków zum Einsatz kamen. Nach Auflösung der Gesellschaft und Übernahme des operativen Geschäfts der Linie 46 durch den städtischen Verkehrsbetrieb MPK wurden die vier Wagen im März 2012 abgestellt und in den Jahren 2012 (204), 2013 (201 und 203) sowie 2015 (202) verschrottet.

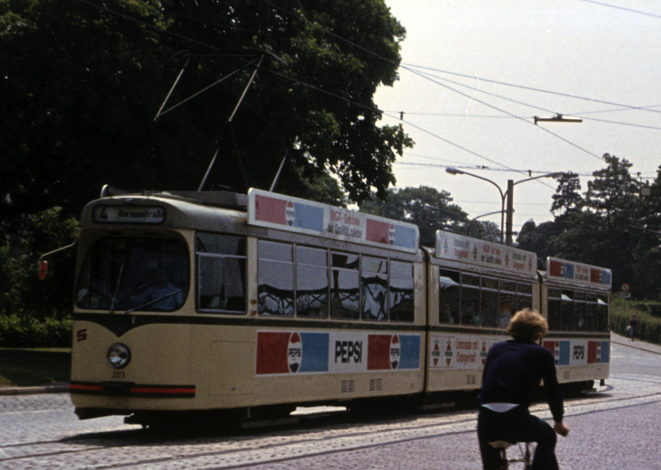
Um 1979: Wagen 203 in der Ursprungslackierung
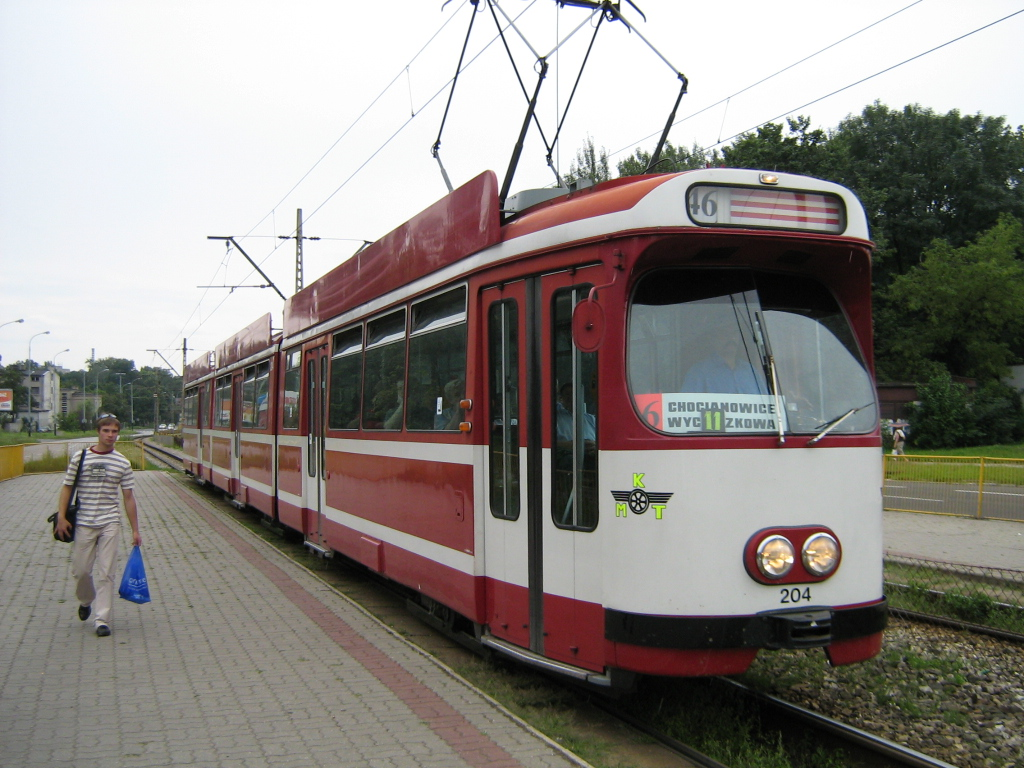
Wagen 204 in Łódź

### Zweite Serie (1981/82)

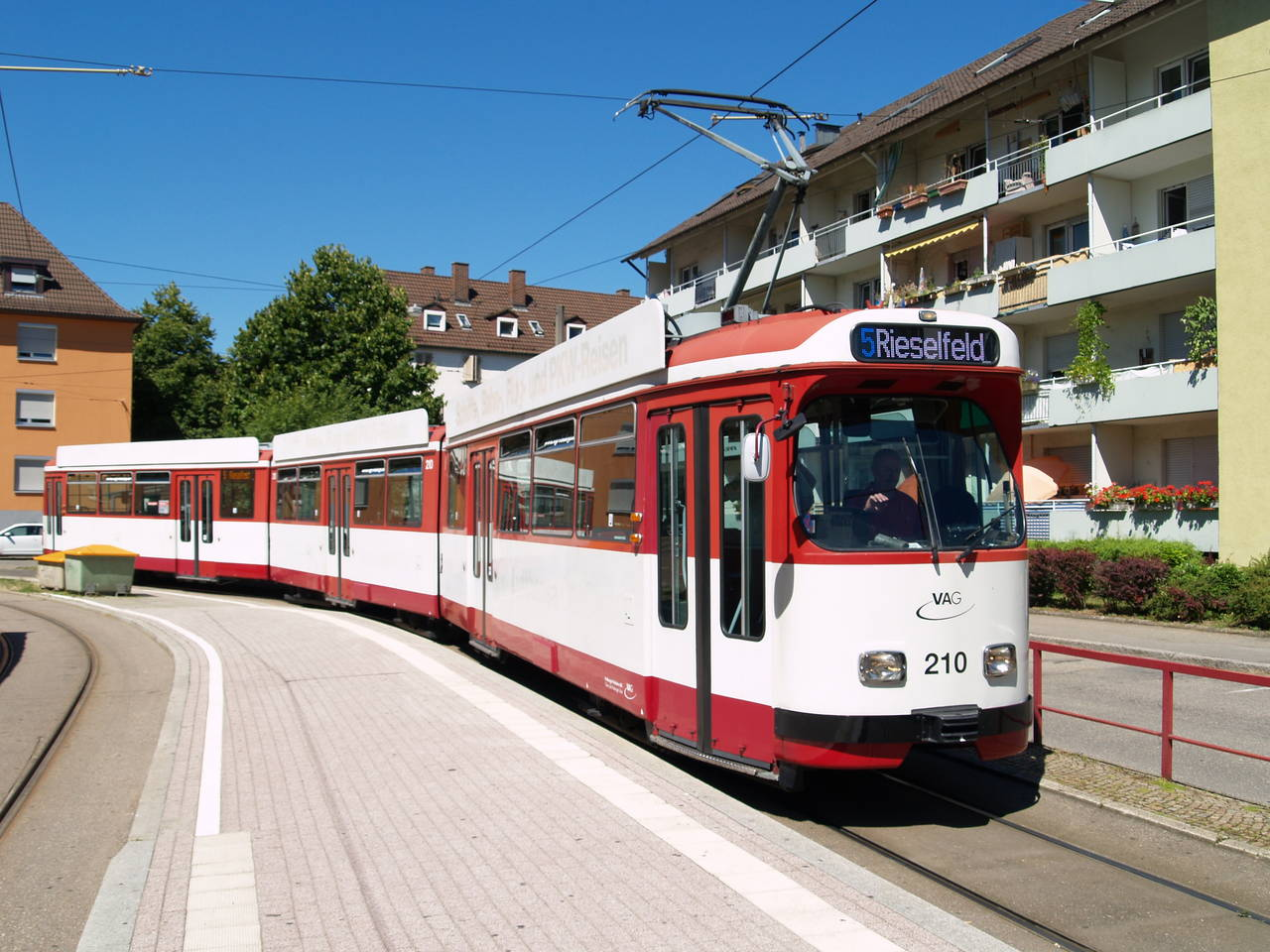
GT8K 210 an der Hornusstraße, 2013

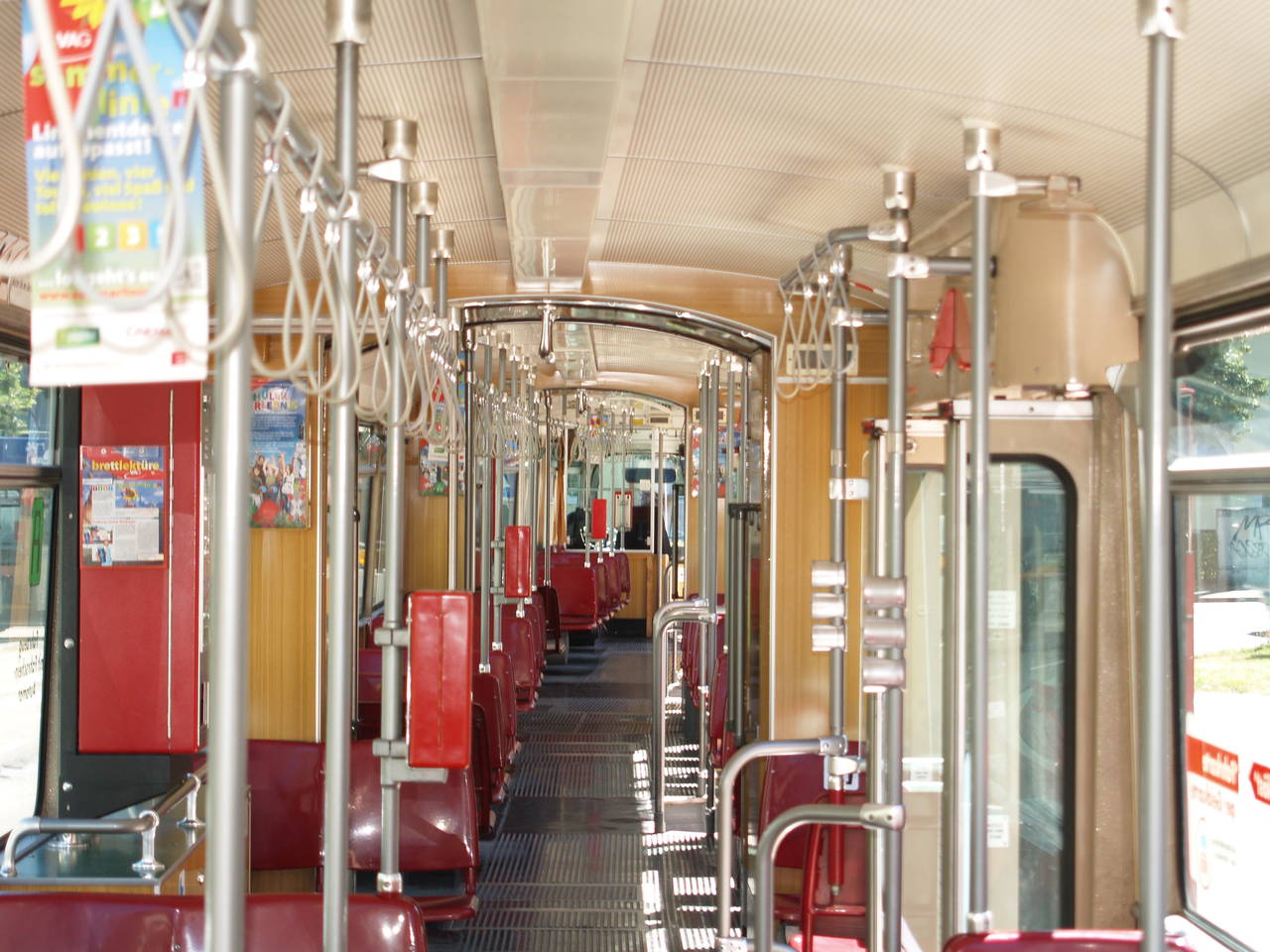
Innenaufnahme eines GT8K

Nach den guten Erfahrungen mit den ersten vier Wagen und dem Beschluss, das Straßenbahnnetz auszubauen, wurden Ende der 1970er Jahre zehn weitere Züge bestellt. Diese wurden 1981 und 1982 in Dienst gestellt, bekamen die Nummern 205–214 und werden auch als GT8K bezeichnet, wobei das K für konventionell steht. Sie wurden in den neuen Hausfarben rot-weiß ausgeliefert und besaßen zwei Front-Scheinwerfer. Mit diesen Fahrzeugen wurde der Schaffnerbetrieb endgültig aufgegeben und die letzten Verbandstyp-Beiwagen ausrangiert.
Mit 2,32 Metern sind sie zwölf Zentimeter breiter als die Wagen der ersten Serie, was in einigen Kurven des Streckennetzes eine Verlegung des Gleiskörpers erforderlich machte, so beispielsweise stadteinwärts vor dem Schwabentor. Die größere Breite ermöglichte es, die Fahrzeuge innen etwas großzügiger zu gestalten als die erste Serie. Waren die beiden Trittstufen in den früheren Wagen noch sehr hoch, gelangt man nun über drei normal hohe Trittstufen ins Innere. Auch zwischen den Sitzen, die 1+2 angeordnet sind, stehen in diesen Wagen mehr Stehplätze zur Verfügung.
Anstelle des mechanischen Stufenfahrtreglers früherer Fahrzeuge erhielt die zweite Serie erstmals eine Gleichstromstellersteuerung, die über einen Sollwertgeber bedient wird. Sie ermöglicht ein weitgehend ruckfreies Beschleunigen und Abbremsen. Im Vergleich zur ersten Serie, die Scherenstromabnehmer besaß, erhielt die zweite Serie Einholmstromabnehmer.
Wagen 205 diente bis 2022 als historischer Triebwagen, dann wurde er im Rahmen des Programms „Alte Bahn sucht neuen Job“ kontroverser Weise ohne Ankündigung an den WaldAbenteuer e. V. in Kastellaun abgegeben. Wagen 207 wurde 2007 verschrottet und die Wagen 208 und 209 wurden 2008 an die Straßenbahn Ulm verkauft, wo sie unter der neuen Nummer 17 zu einem Zweirichtungs-Schleifwagen zusammengefügt wurden. Die Wagen 210–214 waren wegen der GT8Z-Sanierung ab 2012 wieder im ganztägigen Regelbetrieb im Einsatz. Zuvor wurden sie nur noch während der Hauptverkehrszeit und zu Fußballspielen des SC Freiburg eingesetzt. Der Wagen 206 diente ab 2017 als Ersatzteilespender und wurde 2018 verschrottet. Außerdem wurden sie – analog zu den moderneren Wagen der VAG – alle mit LED-Anzeigen ausgestattet. Die verbliebenen fünf Wagen sollten zunächst bis zur Inbetriebnahme von fünf weiteren Urbos im Jahr 2021 im Einsatz bleiben. Sie wurden deshalb auch nicht mit WLAN ausgerüstet. Einen will die VAG als eiserne Reserve behalten, die anderen vier sollen entweder verschrottet werden oder gegen Schrottwert für andere Zwecke verkauft werden. Im Dezember 2020 kündigte Freiburgs Oberbürgermeister Martin Horn in einem Facebook-Video an, diese für gute Weiternutzungsideen im Raum Freiburg zu verschenken. Fahren dürfen sie jedenfalls nicht mehr, so steht es in den Richtlinien zur Förderung der neuen Urbos-Wagen. Der Vorderteil eines alten Wagens steht schon im neuen Gewerbegebiet von Bad Krozingen. Wagen 211 wurde im Jahr 2021 von Influencer Fynn Kliemann auf sein Grundstück Kliemannsland in Rüspel verbracht. Aufgrund von Fahrzeugmangel blieben die Fahrzeuge 212 und 214 jedoch auch darüber hinaus noch im Regeleinsatz, bevor Wagen Nummer 212 – als letzter GT8K überhaupt – im März 2025 aus dem Liniendienst schied.

### Dritte Serie (1990/91)

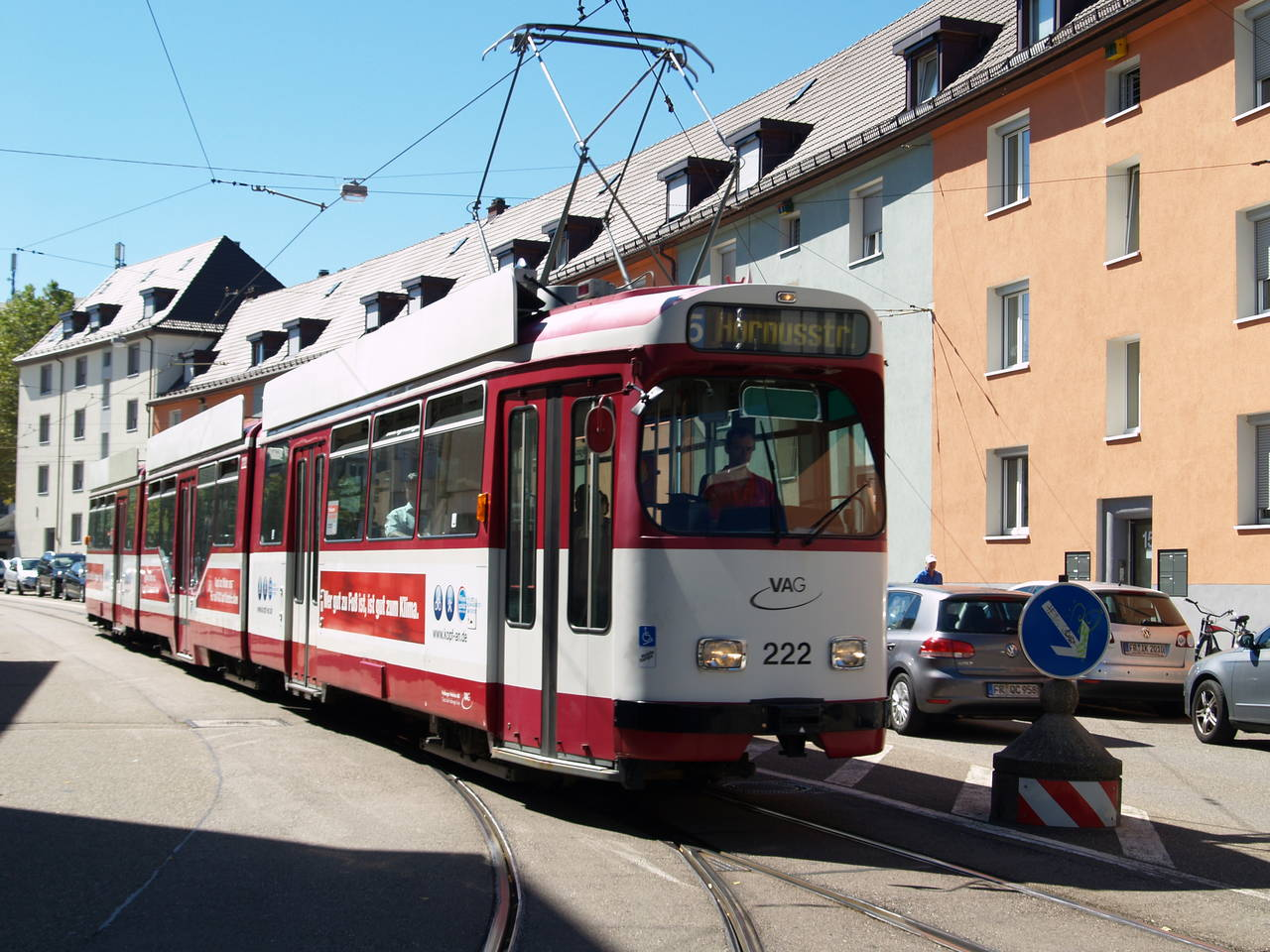
GT8N 222 an der Hornusstraße

1990 und 1991 wurden weitere elf Triebwagen mit den Nummern 221 bis 231 beschafft. Im Gegensatz zur zweiten Serie wurden sie mit einem Niederflurmittelteil ausgestattet. Aufgrund ihres Niederfluranteils werden sie auch als GT8N bezeichnet. Ansonsten unterscheiden sie sich durch Scherenstromabnehmer von der Vorgängerserie. Sie lösten die 1985 kurzfristig aus Stuttgart beschafften GT4 ab. Alle Fahrzeuge dieser Serie erhielten ab 2001 eine Matrixanzeige und verkehren auf den Linien 1, 3 und 4.